# 河合米田
河合 米田（かわい べいでん、1879年〈明治12年〉 - 1950年〈昭和25年〉）は、日本の画家、講師。岐阜県出身。

## 生涯
1902年（明治35年）2月、岐阜県加茂郡加治田村（現在の富加町）下町の河合由兵衛の養子となる（妻・みか）。
本業の傍ら、愛知県半田市の山本石荘に師事し、南画を習得。
1921年（大正10年）、妻が亡くなった為、家業を長子の義文に譲る。
京都を出て、下京区選仏寺梶浦逸外師の元で寄宿し、画業を精進し、一家を成す。
太平洋戦争となり、立命館大学工学部の刀剣鍛錬講師として学生の指導に当たる。
1944年（昭和19年）、海津郡今尾町（平田町を経て、現在は海津市）にお千代保稲荷神官の好意により疎開。制作に打ち込んだ。同地で死去。

## 逸話
- 富加町史上巻・下巻の扉絵は米田筆である[3]。
- 富加町史に河合米田の正装写真が載っている[4]。
- みのかも文化の森 美濃加茂市民ミュージアムにて米田の絵画の一部が保存されている[5]。